# Королівський палац (Амстердам)
Королівський палац Амстердама (нід. Koninklijk Paleis Amsterdam; поширена назва нід. Paleis op de Dam — Палац на (площі) Дам) — один з трьох палаців у Нідерландах, які перебувають у віданні монарха, розташований у столиці країни місті Амстердам на площі Дам.
Будівля палацу була зведена в 1655 році за проектом Якоба ван Кампена, натхненного римською архітектурою (так званий голландський класицизм). Ці класичні форми та розкіш інтер'єрів за задумом автора мали підкреслити велич Амстердама.
Для будівництва палацу був закладений міцний фундамент з 13 659 дерев'яних паль, а мури зводились із жовтого пісковика, привезеного спеціально з Німеччини. Три поверхи вінчає купол з флюгером у вигляді морського судна. Внутрішнє оздоблення палацу виконано з використанням мармуру. Центральна зала має розміри 36×18 м і висоту 27,5 м; на підлозі зображені півкулі Землі.
Палац був побудований за часів Республіки і використовувався як амстердамська ратуша до 1808 року, після чого в ньому містилася резиденція Луї Бонапарта. Пізніше палац був переданий у відання Оранського королівського дому, а в 1935 році держава викупила Королівський палац.
У численних залах і галереях палацу виставлені картини видатних голландських художників — Рембрандта, Говерта Флінка, Якоба Йорданса, Яна Лівенса і Фердинанда Боля.